# مرسيدس باز
مرسيدس باز (بالإسبانية: Mercedes Paz)‏ مواليد 27 يونيو 1966 في توكومان، هي لاعبة كرة مضرب أرجنتينية سابقة بدأت مسيرتها كمحترفة سنة 1984 وكانت تلعب باليد اليمنى، اعتزلت اللعب في 1998. كما أنها إحدى بطلات الجراند سلام. أعلى تصنيف لها في الفردي كان المركز الـ 28 في سنة 1991. أعلى تصنيف لها في الزوجي كان المركز الـ 12 في سنة 1990. سبق أن شاركت في دورة الألعاب الأولمبية الصيفية.

## روابط خارجية
- مرسيدس باز على موقع رابطة محترفات التنس (الإنجليزية)
- مرسيدس باز على موقع الاتحاد الدولي لكرة المضرب (الإنجليزية)
- مرسيدس باز على موقع كأس بيلي جين كينغ (الإنجليزية)
- مرسيدس باز على موقع خلاصة التنس.كوم (الإنجليزية)
- مرسيدس باز على موقع أوليمبيديا (الإنجليزية)